# Lucas & Steve
Lucas & Steve sono una coppia di DJ e produttori olandesi specializzati in musica house, composta da Lucas de Wert e Steven Jansen.

## Carriera
La coppia si è costituita nel 2010 e si è unita alla Spinnin Records nel dicembre del 2014;  ha inoltre pubblicato anche molti singoli con l'etichetta sussidiaria Spinnin Deep.
Il 16 ottobre 2020 il duo pubblica tramite Spinnin' Records l'album Letters To Remember, contenente 16 canzoni.

### Classifica Top DJ Mag
Classifica annuale stilata dalla prestigiosa rivista DJ Magazine:
- 2017: #64
- 2018: #92
- 2019: #78
- 2020: #125
- 2021: #140
- 2022: #84

## Discografia

### Album
- 2020: Letters To Remember

### Singoli
| Titolo                                     | Anno | Etichetta          | Altre informazioni                     |
| ------------------------------------------ | ---- | ------------------ | -------------------------------------- |
| Craving                                    | 2014 | Zulu Records       |                                        |
| Without You                                | 2014 | Hotfingers         |                                        |
| Blinded                                    | 2014 | Spinnin' Deep      | feat. Bethany                          |
| Fearless                                   | 2015 | Spinnin' Deep      |                                        |
| You and I Know                             | 2015 | Spinnin' Deep      | vs. Matt & Kendo                       |
| Calinda 2K15                               | 2015 | Spinnin' Deep      | vs. Laurent Wolf                       |
| Love Is My Game                            | 2015 | Spinnin' Deep      | vs. Dr. Kucho! e Gregor Salto          |
| Make It Right                              | 2016 | Spinnin' Deep      |                                        |
| Can't Get Enough                           | 2016 | Spinnin' Deep      |                                        |
| Enigma                                     | 2016 | Spinnin' Records   | con Pep & Rash                         |
| Summer On You                              | 2016 | Spinnin' Deep      |                                        |
| Summer On You (Club Edit)                  | 2016 | Spinnin' Records   | con Sam Feldt feat. Wulf               |
| Love On My Mind                            | 2016 | Spinnin' Records   |                                        |
| Calling On You                             | 2017 | Spinnin' Records   | feat. Jake Reese                       |
| Feel Alive                                 | 2017 | Spinnin' Records   | con Pep & Rash                         |
| Let’s Go                                   | 2017 | Spinnin Records    | con Curbi e Mike Williams              |
| Up Till Dawn (On The Move)                 | 2017 | Spinnin' Records   |                                        |
| These Heights                              | 2017 | Spinnin' Records   | vs. Bassjackers feat. Caroline Pennell |
| You Don’t Have To Like It                  | 2018 | Spinnin Records    | con Janieck                            |
| Source                                     | 2018 | Spinnin Records    |                                        |
| I Could Be Wrong                           | 2018 | Spinnin Records    | con Brandy                             |
| Anywhere                                   | 2018 | Spinnin Records    |                                        |
| Home                                       | 2018 | Spinnin Records    |                                        |
| With You                                   | 2018 | Spinnin Records    |                                        |
| Do It Right                                | 2018 | Spinnin Records    | con Breathe Carolina & Sunstars        |
| Where Have You Gone (Anywhere)             | 2018 | Spinnin Records    |                                        |
| Adagio For Strings                         | 2018 | Spinnin Records    |                                        |
| Lunar                                      | 2019 | Spinnin Records    | con Madison Mars                       |
| Say Something                              | 2019 | Spinnin Records    |                                        |
| Say Something (Club Mix)                   | 2019 | Spinnin Records    |                                        |
| Don't Give Up On Me                        | 2019 | Armada Music       | con Armin van Buuren e Josh Cumbee     |
| Don't Give Up On Me (Club Mix/ Trance Mix) | 2019 | Armada Music       | con Armin van Buuren e Josh Cumbee     |
| Inception (Ultra Live Anthem 2019)         | 2019 | Spinnin' Records   |                                        |
| Letters                                    | 2020 | Spinnin' Records   |                                        |
| The World                                  | 2020 | Spinnin' Records   | con Sander van Doorn                   |
| Another Life                               | 2020 | Spinnin' Records   | feat. Alida                            |
| Paper Planes                               | 2021 | Spinnin' Records   | con Tungevaag                          |
| Anywhere with You                          | 2021 | Wall Recordings    | con Afrojack e DubVision               |
| Alien                                      | 2021 | Spinnin' Records   | con Galantis e Ilira                   |
| Set You Free                               | 2022 | Tomorrowland Music | featuring Laura White                  |
| Give Me Your Love                          | 2022 | Spinnin' Records   | con MARF                               |
| Summer                                     | 2022 | Spinnin' Records   | con RetroVision                        |
| Feel My Love                               | 2022 | Spinnin' Records   | con DubVision (feat. Joe Taylor)       |
| Summer Love                                | 2022 | Spinnin' Records   |                                        |
| Every Day                                  | 2022 | Spinnin' Records   | con CRCLE                              |
| SICK                                       | 2022 | Tomorrowland Music |                                        |
| If It Ain't Love                           | 2022 | Spinnin' Records   | con 4 Strings (feat. Lagique)          |
| Rage                                       | 2022 | Spinnin' Records   |                                        |
| Lions Roar                                 | 2022 | Spinnin' Records   | (feat. Philip Strand)                  |
| After Midnight                             | 2023 | Spinnin' Records   | con Yves V (feat. Xoro)                |
| Warp                                       | 2023 | Spinnin' Records   |                                        |
| Careful What You Wish For                  | 2023 | Spinnin' Records   | (feat. Alida)                          |

### Remix
| Artista originale                        | Titolo                | Anno | Etichetta          | Altre informazioni |
| ---------------------------------------- | --------------------- | ---- | ------------------ | ------------------ |
| Red Carpet                               | Alright 2014          | 2014 | Hotfingers         |                    |
| Ruffneck                                 | Everybody Be Somebody | 2014 | Real Time Records  |                    |
| Sick Individuals                         | Wasting Moonlight     | 2014 | Armada             |                    |
| Rockefeller                              | Do It 2 Nite          | 2015 | Spinnin' Deep      |                    |
| Kraak & Smaak                            | Mountain Top          | 2015 | Spinnin Remixes    |                    |
| Showtek & MC Ambush                      | 90s By Nature         | 2015 | Skink              |                    |
| Felix Jaehn, Linying & Lost Frequencies  | Eagle Eyes            | 2015 | Spinnin' Deep      |                    |
| The Magician                             | Together              | 2016 | POTION             |                    |
| Hardwell & KSHMR                         | Power                 | 2017 | REVEALED           |                    |
| Robin Schulz feat. Erika Sirola          | Speechless            | 2018 | Warner Music Group |                    |
| David Guetta feat. Bebe Rexha & J Balvin | Say My Name           | 2018 | Warner Music Group |                    |
| Avicii feat. Aloe Blacc                  | SOS                   | 2019 |                    |                    |